# Niedergesteln
Niedergesteln je obec ve švýcarském kantonu Valais, okrese Westlich Raron. Žije zde 710 obyvatel.

## Geografie
Obec se rozkládá na celkové ploše 1746 hektarů, z toho 1213 hektarů je součástí světového přírodního dědictví UNESCO (Švýcarské Alpy Jungfrau-Aletsch). Je jednou z 23 obcí, které vlastní pozemky v oblasti světového dědictví.
Obec leží na severu švýcarského údolí Rhôny na úpatí hradu Gestelnburg, který byl postaven ve 12. století pány z Turnu, kteří odtud vládli svým panstvím. Jednou z památek je zpřístupněná a osvětlená jeskyně z doby ledové uvnitř hradní skály. Obec je charakteristická na jedné straně centrem obce a na druhé straně soutěskou potoka Jolibach. Podél této rokle vedou turistické stezky, zavlažovací kanály a jižní rampa horského úseku Lötschberské dráhy do údolí Jolital, které je součástí světového dědictví UNESCO.

## Historie

Letecký pohled (1955)

První doložené zmínky o obci jsou Chastellon (1179/1184) a Castellion (1224). Název místa pochází z latinsko-římského castelliōne, což je zdrobnělina latinského castellum („opevněný tábor, hrad“).
Osadu s hradem nad vsí, která se nachází na staré zemské cestě na pravém břehu, zřejmě postavili savojští kupci. Od konce 12. stol. vlastnili Niedergesteln páni z Turn-Gestelnburgu jako biskupské léno. Ve 2. čtvrtině 13. stol. postavili na nedaleké skále hrad s okrouhlou věží, který byl v letech 1984–1993 prozkoumán a částečně obnoven. V roce 1375 obsadily údolí Lötschental jednotky pěti horních okrsků z Valais a vyhnaly pány z Turnu, kteří své zboží a práva v Niedergestelnu prodali savojským hrabatům. V roce 1384 vojska Valais zničila hrad, který mezitím od savojských hrabat koupil sionský biskup, a v roce 1430 proti vůli biskupa založili v Niedergestelnu panství. V roce 1790 si poddaní vykoupili svobodu.
Před rokem 1798 tvořil Niedergesteln spolu s Lötschenem a Benkenem (dnes obec Steg-Hohtenn) dolní třetinu okrsku Raron. Statut obce pochází z roku 1564, radnice je připomínána v roce 1606. Farní kostel Panny Marie (asi od roku 1704 Panny Marie Karmelské) je poprvé zmiňován v roce 1310. Přibližně od roku 1248 do roku 1607 byla farnost převorstvím kanovníků savojského opatství Abondance (Savojsko). Od 14. století až do roku 1798 patřilo převorovi malé panství Giesch. V roce 1766 se od farnosti oddělil Eischoll a v roce 1913 také Steg a Hohtenn. Teprve v letech 1852 a 1860 si Niedergesteln, Steg a Hohtenn definitivně rozdělily své obecní a společné lesy. Po odvodnění nížiny Rhôny v polovině 19. století se do obce postupně stěhovali obyvatelé z osad jako Ladu, Brägji a Tatz na okolních příkrých svazích. Ve 20. století poskytovaly pracovní příležitosti kromě zemědělství také továrny v okolí, například hliníkárna Steg založená v roce 1963.

## Obyvatelstvo

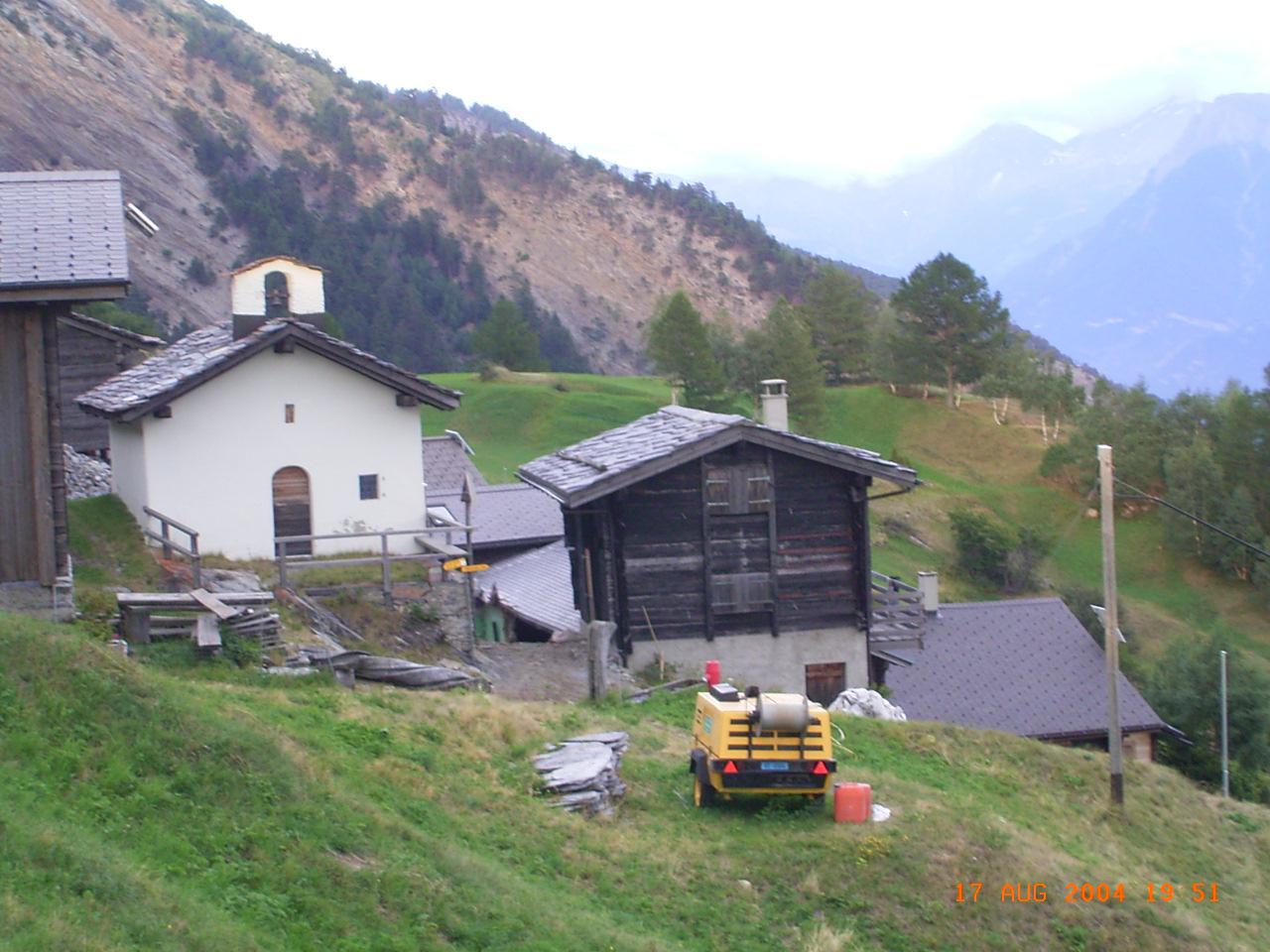
Osada Tatz

| Rok            | 1850 | 1900 | 1950 | 2000 | 2010 | 2012 | 2014 | 2016 |
| Počet obyvatel | 176  | 240  | 344  | 573  | 679  | 684  | 679  | 696  |

## Doprava
Obec leží na kantonální hlavní silnici číslo 9, spojující Sierre, Leuk a Brig-Glis. Nově postavený úsek dálnice A9 se obci vyhýbá. Nejbližší železniční stanice je v Raronu na Simplonské dráze, případně zastávka Hohtenn na starém úseku Lötschberské dráhy. Dopravní obslužnost obce a spojení s okresním městem Raron zajišťují autobusy Postauto.